# Абсолут водка
Абсолут водка, односно апсолутно чиста вотка, је шведски бренд вотке, први пут произведен у Ахусу (швед. Åhus), на југу Шведске. Припада француској фирми Пернод Рикард (швед. Pernod Ricard), која ју је откупила 2008. године шведске владе. Трећи највећи бренд алкохолних пића на свету, после Бакардија и Смирнофа, и продаје се у 126 земаља.

## Историја
Ларс Олсон Смит (швед. Lars Olsson Smith) из Ахуса је 1879. године је дошао на идеју да уместо 3 или 4, колико се иначе користи за обичну вотку, изврши неограничено много дестилација, како би добио апсолутно чисту вотку. Сто година касније, у Ларсовом родном месту, поново је произведена ова вотка. Инспирација за дизајн послужила је једна флашица за лек, пронађена једној антикварници у Стокхолму. Производ је први пут представљен 1979. године у Њујорку и убрзо постао веома популаран широм света.

## Састојци
Произвођач тврди да је главни састојак овог алкохолног пића зимска пшеница, која се гаји у Ахусу, уз минимално коришћење ђубрива. Сеје се на јесен и жање у исто време, годину дана касније. Пшеница расте испод снега и од ње се добија тврдо зрно. Вода која се користи за производњу такође је у Ахусу, вади се из дубоког бунара, заштићеног од нечистоћа. Вотки се додаје мала примеса сувог воћа.
Вотка може да пије са ледом, сама или у комбинацији са другим алкохолним или безалкохолним пићима: сокоом од црвеног нара, лимуна, грејпфрута, тоником или вермутом. Као додаци могу да се користи мед, шећерни сируп, кришка лимуна, лист нане и др.